# Heinz Wersdörfer
Heinrich „Heinz“ Wersdörfer (* 6. März 1925 in Köln; † 1. April 2023 in Bonn) war ein deutscher Diplomat.

## Leben
Heinz Wersdörfer studierte Rechtswissenschaft und wurde Volljurist. Er trat 1957 in den auswärtigen Dienst und war am Konsulat in Osaka-Kōbe akkreditiert.
Die Regierungen der Bundesrepublik Deutschland und Ugandas nahmen am 9. Oktober 1962 diplomatische Beziehungen auf dem Niveau von Botschaften auf. Aus dem deutschen Konsul in Kampala Heinz Wersdörfer wurde der deutsche Botschafter in Uganda.
Bei Fallentscheidungen zum Asylverfahren wurden teilweise Botschafterberichte aus den Fluchtländern als Entscheidungsgrundlage herangezogen. Bei einer Richtertagung zum Asylrecht 1982 erklärte Heinz Wersdörfer, dass unter totalitären Regimen ein Diplomat, nur „sehr beschränkt“ über die politischen Verhältnisse informieren könnte.
1986 wurde der Botschafter der Bundesrepublik Deutschland in der Republik Togo, Dr. Heinrich Wersdörfer, von Seiner Exzellenz dem Präsidenten der Republik Togo, General Gnassingbé Eyadéma, zur Überreichung seines Akkreditierungsschreibens empfangen.
Wersdörfer war Mitglied der katholischen Studentenverbindung K.St.V. Nibelung Köln.

## Veröffentlichungen
- Die staatsrechtliche Stellung des Abgeordneten im System der bürgerlich repräsentativen Demokratie. Dissertation, Köln 1952.
- Kaiser Wilhelms letzte Unterschrift. In: Auf Posten. Berichte und Erinnerungen aus 50 Jahren deutscher Außenpolitik. München 1996, S. 289f.